# HD 91375
HD 91375, nota anche come K Carinae, è una stella bianca nella sequenza principale di magnitudine 4,72 situata nella costellazione della Carena. Dista 259 anni luce dal sistema solare.

## Osservazione
Si tratta di una stella situata nell'emisfero celeste australe. La sua posizione è fortemente australe e ciò comporta che la stella sia osservabile prevalentemente dall'emisfero sud, dove si presenta circumpolare anche da gran parte delle regioni temperate; dall'emisfero nord la sua visibilità è invece limitata alle regioni temperate inferiori e alla fascia tropicale. La sua magnitudine pari a 4,7 fa sì che possa essere scorta solo con un cielo sufficientemente libero dagli effetti dell'inquinamento luminoso.
Il periodo migliore per la sua osservazione nel cielo serale ricade nei mesi compresi fra febbraio e giugno; nell'emisfero sud è visibile anche per buona parte dell'inverno, grazie alla declinazione australe della stella, mentre nell'emisfero nord può essere osservata limitatamente durante i mesi primaverili boreali.

## Caratteristiche fisiche
La stella è una bianca di sequenza principale o una gigante bianca a seconda delle fonti prese in considerazione. Ha una massa 2,3 volte quella del Sole ed un raggio oltre 3 volte superiore, con una temperatura superficiale di circa 10 000 K. La luminosità è 75 volte quella emanata dal Sole, ha una metallicità leggermente superiore a quella della nostra stella ([Fe/H=0,06]) ed un'età stimata in 265 milioni di anni.
Possiede una magnitudine assoluta di 0,22 e la sua velocità radiale positiva indica che la stella si sta allontanando dal sistema solare.